# Supersypnoides albifusa
Supersypnoides albifusa är en fjärilsart som beskrevs av W. Warren 1913. Supersypnoides albifusa ingår i släktet Supersypnoides och familjen nattflyn. Inga underarter finns listade i Catalogue of Life.